# 西寧號巡防艦
西寧號飛彈巡防艦（舷號PFG-1203），原形為法國海軍拉法葉級巡防艦，為中華民國海軍的康定級二號艦，隸屬海軍一二四艦隊，母港為左營軍港，於1994年3月14日在法國海軍造船局洛里昂造船廠安放龍骨，1994年11月5日下水。1996年完成交艦儀式，自法國啟航後經大西洋、巴拿馬運河和太平洋抵達台灣，並於10月12日正式服役。主要執行台灣海峽周遭防空、反潛、護航、反封鎖及聯合水面截擊作戰。

## 艦史

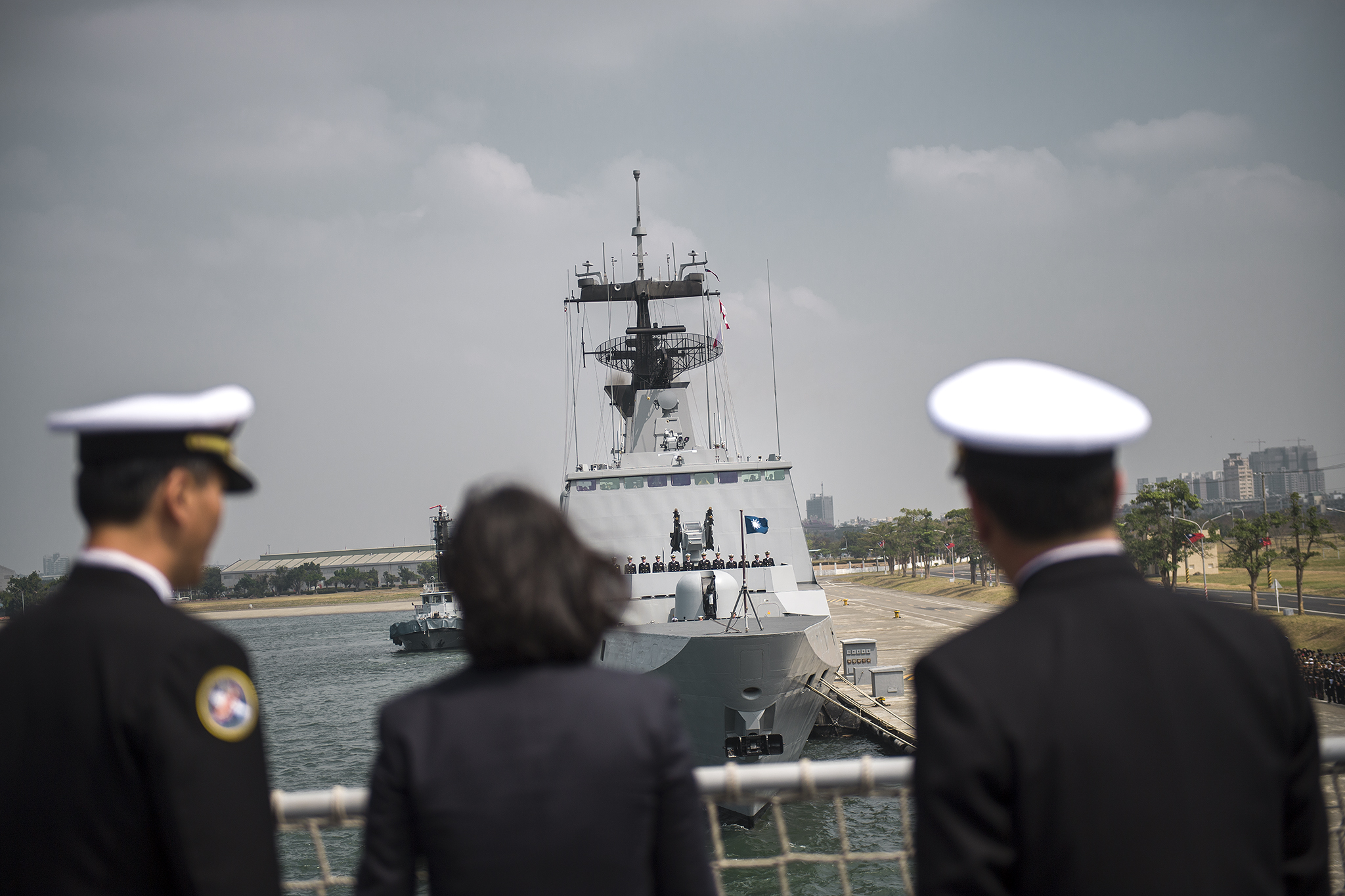
2017年3月21日總統出席「海軍106年敦睦支隊啟航歡送暨潛艦國造設計啟動及合作備忘錄簽署」，登上軍艦視導

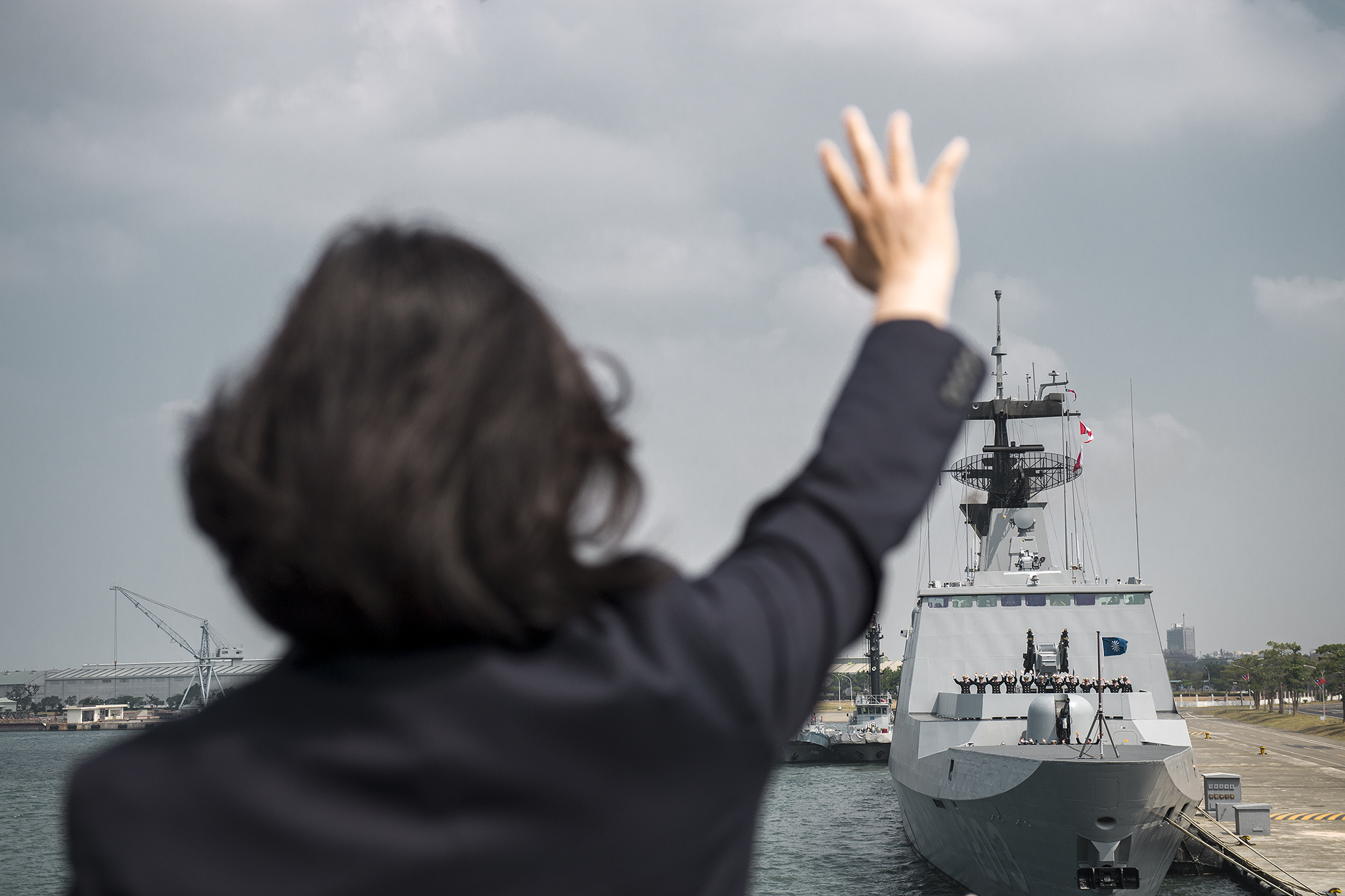
2017年3月21日總統出席「海軍106年敦睦支隊啟航歡送暨潛艦國造設計啟動及合作備忘錄簽署」，於艦上向官兵揮手致意

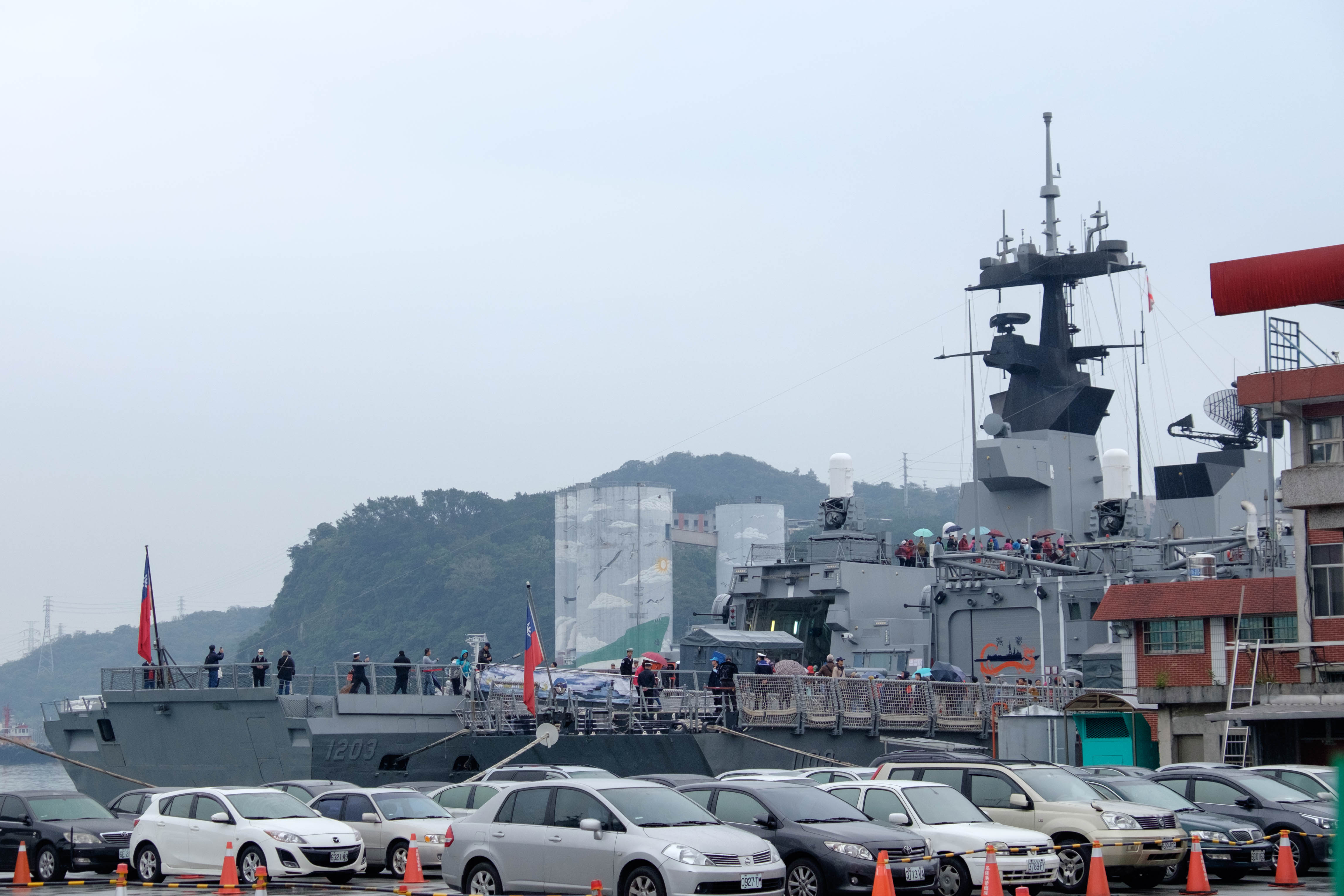
2017年3月9日敦睦遠航訓練支隊訪問基隆，開放參觀中的巡防艦張騫（PFG2-1109）〔右〕與西寧（PFG-1203）〔左〕艦尾，攝於東三號碼頭停車場外。是日東二號、東三號碼頭停車場大修中，無法入內近距離攝影，都是於中正路人行道拍攝。

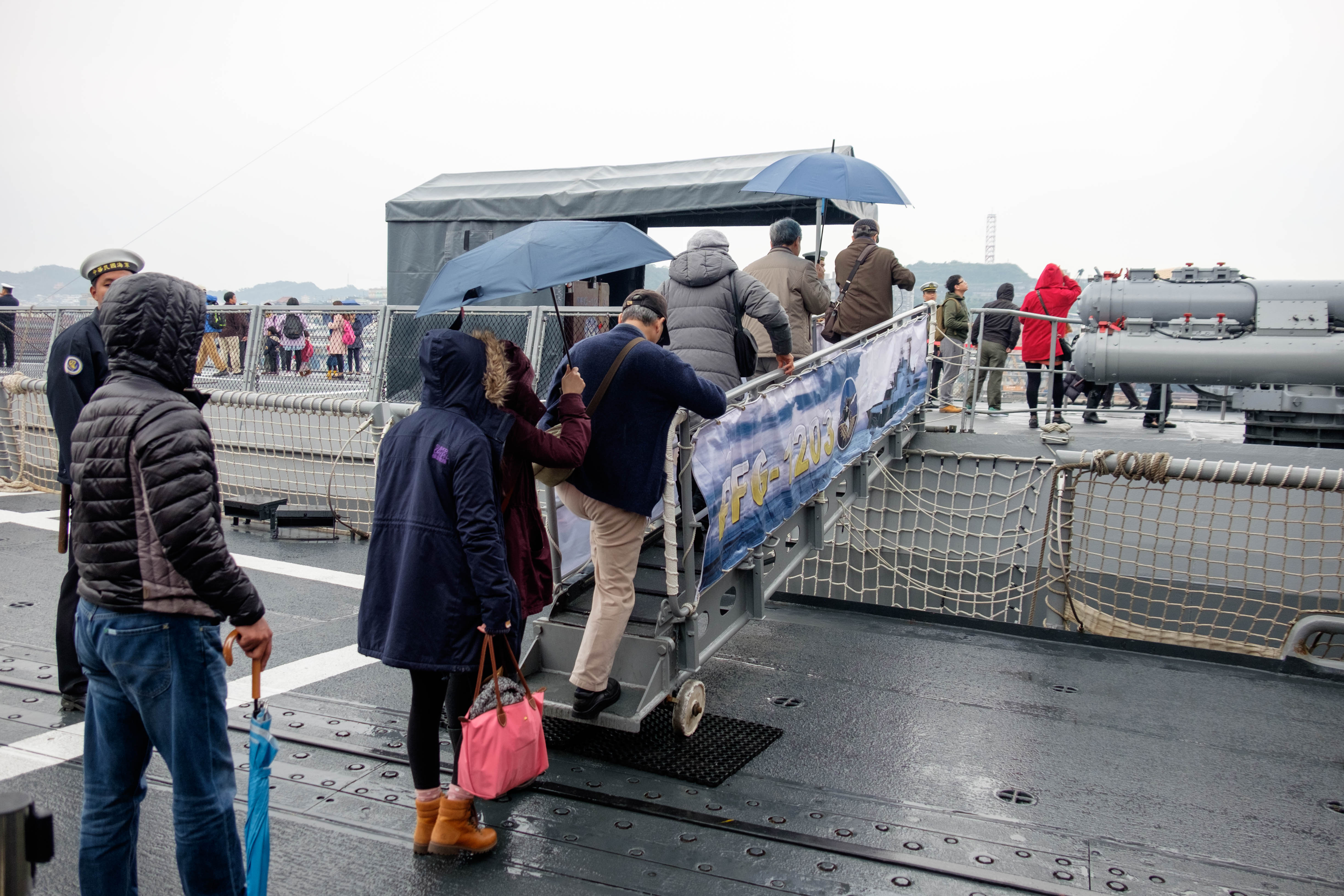
2017年3月敦睦遠航訓練支隊訪問基隆，參觀完成功級巡防艦張騫軍艦（PFG2-1109）的遊客從直升機甲板舷門進入西寧軍艦（PFG-1203）

2017年參與中華民國海軍每年例行的敦睦遠航訓練支隊，由磐石軍艦擔任旗艦納編西寧軍艦與張騫軍艦，從2月25日至3月14日，依序造訪高雄、安平、馬公、台中、基隆、蘇澳、花蓮等港口，開放民眾參觀，首度由國家元首親自到場送行；亦視導擔任敦睦艦隊旗艦的磐石艦，為即將出國宣慰僑胞的官兵們加油打氣，並由蔣正國少將率隊，期間訪問索羅門群島、馬紹爾群島、吉里巴斯、帛琉。
2018年8月4日，行政院中部聯合服務中心副執行長湯火聖帶領人員，參訪西寧軍艦。 
2019年3月22日，國防知性之旅暨敦親睦鄰開放參觀活動，西寧軍艦首度靠泊臺北港（於3月21日抵達臺北港） 。
2021年1月16日，西寧軍艦清晨出港執行任務期間，左俥碰觸水下不明物，海軍隨即安排西寧艦安全返港靠泊，經檢查僅左俥俥葉部分受損，餘人員裝備均正常，西寧軍艦由海軍自行實施受損葉片檢換後，即可恢復戰備，不影響艦隊兵力運用及戰備任務執行。海軍日前發布決標公告，決標採購維修所需左車葉片組一項，由海軍左營後勤支援指揮部對外採購左車葉片組，標案註明此案上月16日發生緊急事故，並於當日簽准採購，因此編列4609萬1850元預算。最後由日昇得標，須於2021年2月21日前交貨給海軍 。

## 圖庫

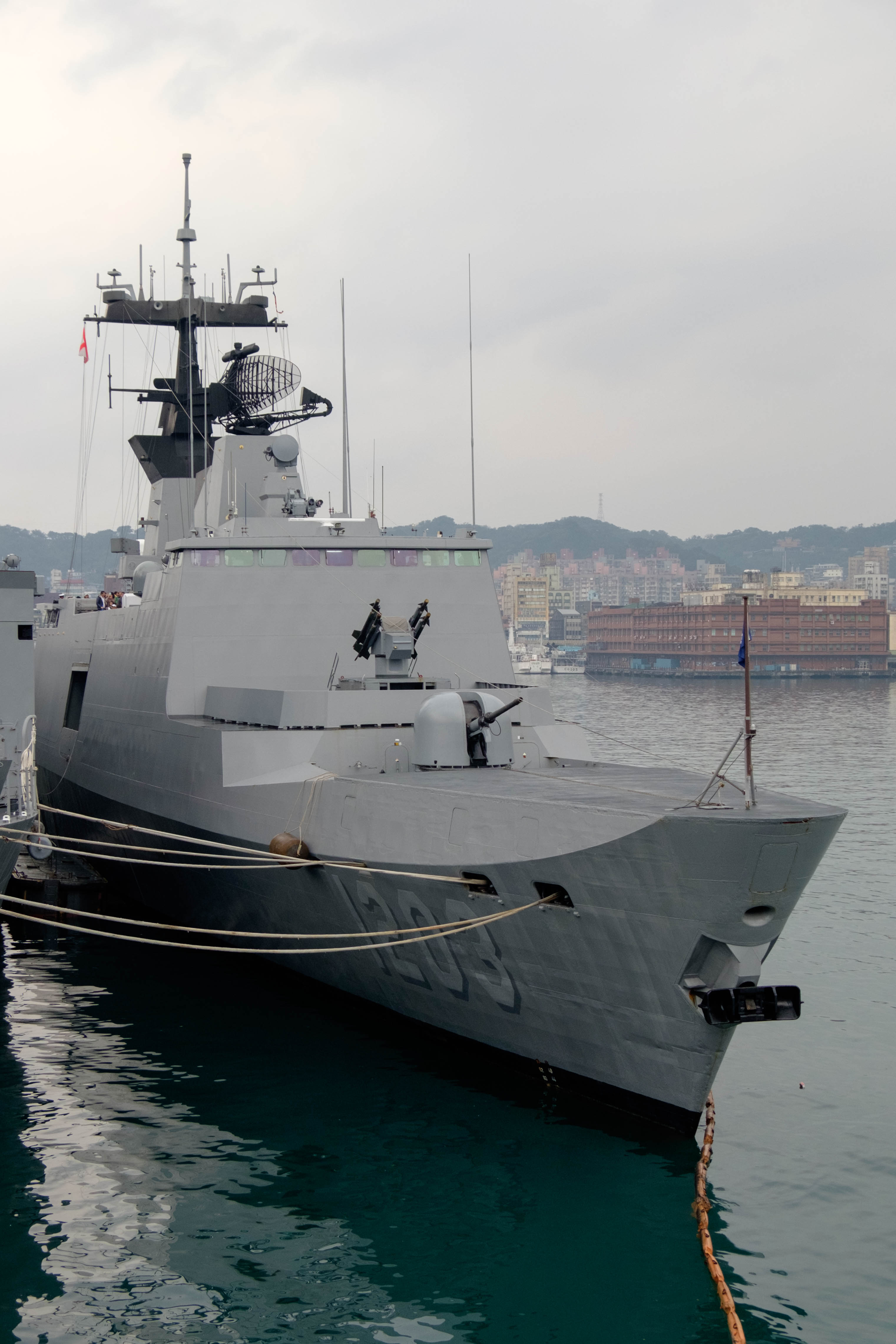
2017年敦睦遠航訓練支隊訪問基隆，從油彈補給艦磐石（AOE-532）艦尾直升機甲板俯望西寧軍艦（PFG-1203）艦艏。
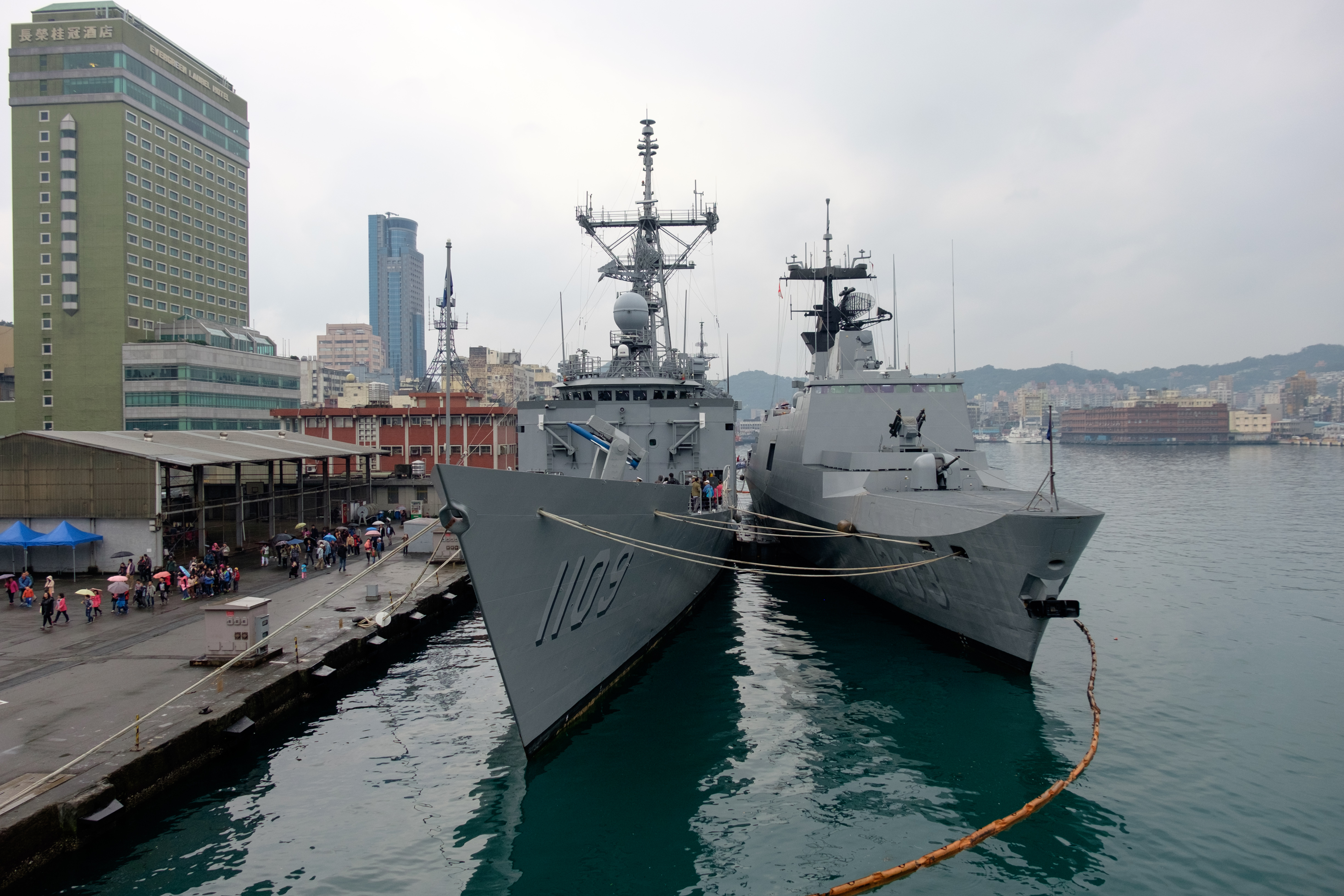
2017年敦睦遠航訓練支隊訪問基隆，停泊東五號碼頭的成功級巡防艦張騫軍艦（PFG2-1109）〔左〕與康定級巡防艦西寧軍艦（PFG-1203）〔右〕。攝於磐石號油彈補給艦（AOE-532）艦尾直升機甲板，左方最高樓是長榮桂冠酒店（基隆）
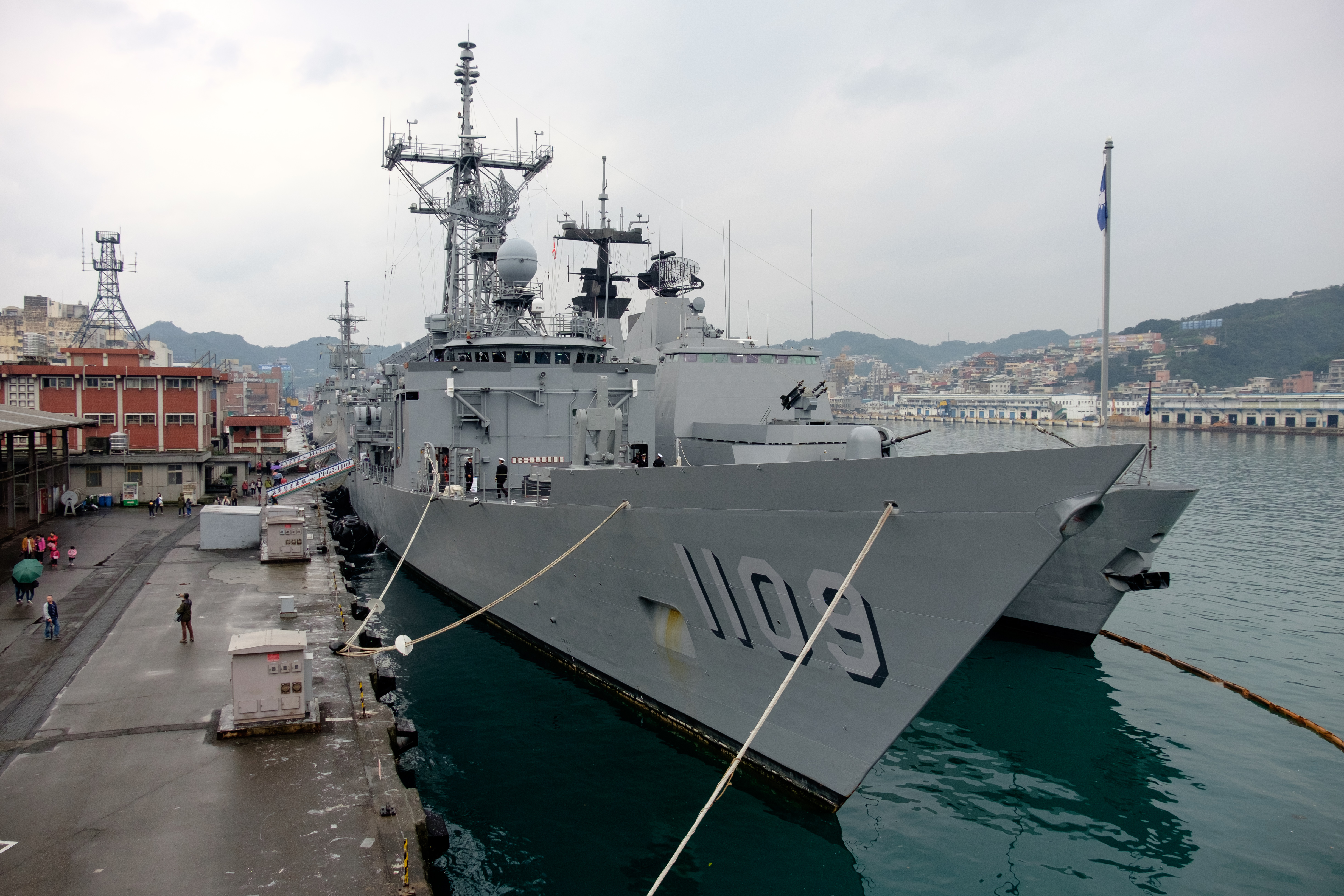
2017年敦睦遠航訓練支隊訪問基隆，停泊東五號碼頭的成功級巡防艦張騫軍艦（PFG2-1109）〔左〕與康定級巡防艦西寧軍艦（PFG-1203）〔右〕。攝於磐石軍艦（AOE-532）艦尾直升機甲板右舷。
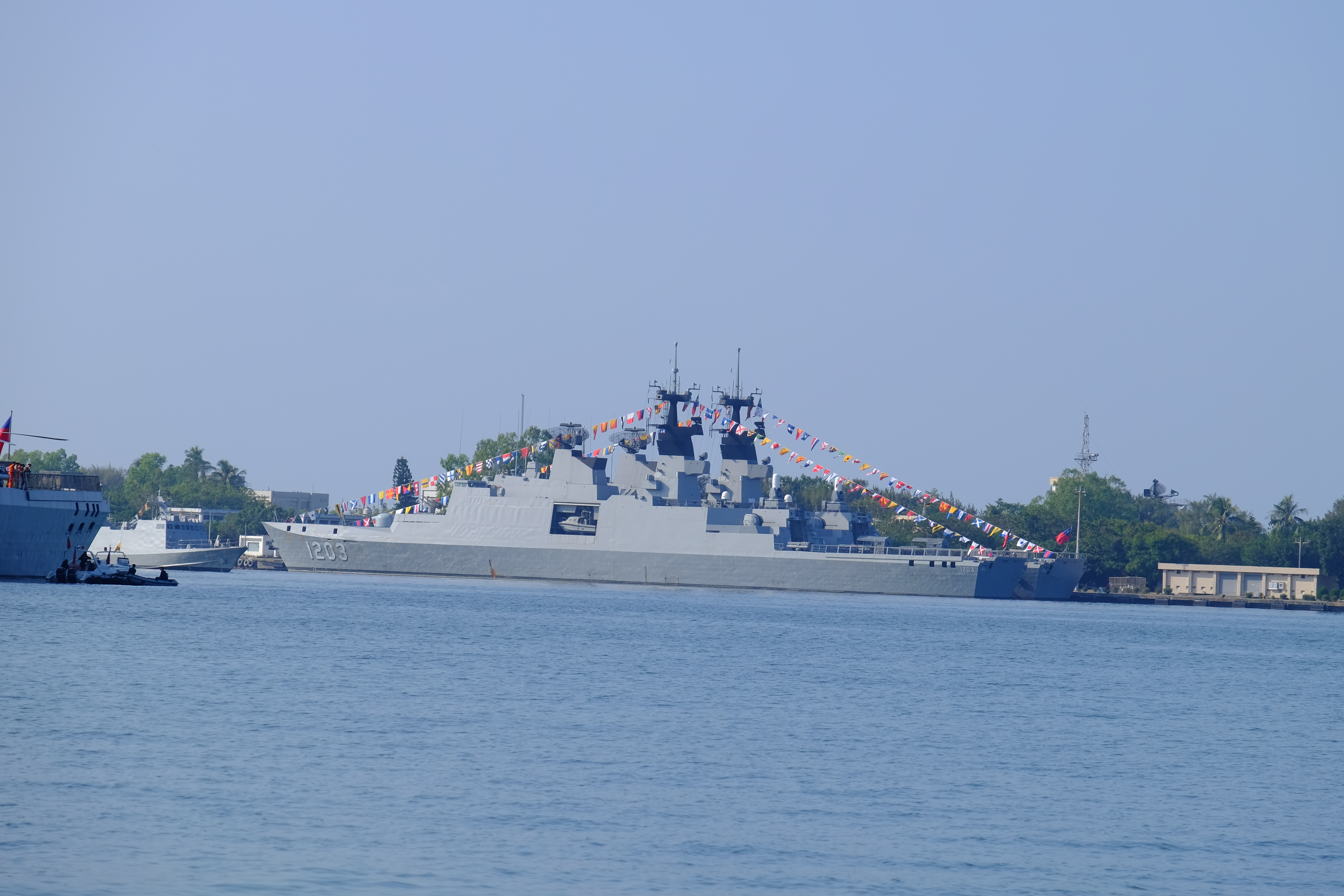
停泊左營軍港西碼頭的西寧軍艦（PFG-1203），內側是同型艦昆明軍艦（PFG-1205）；左方是光華六號飛彈快艇FACG 61。
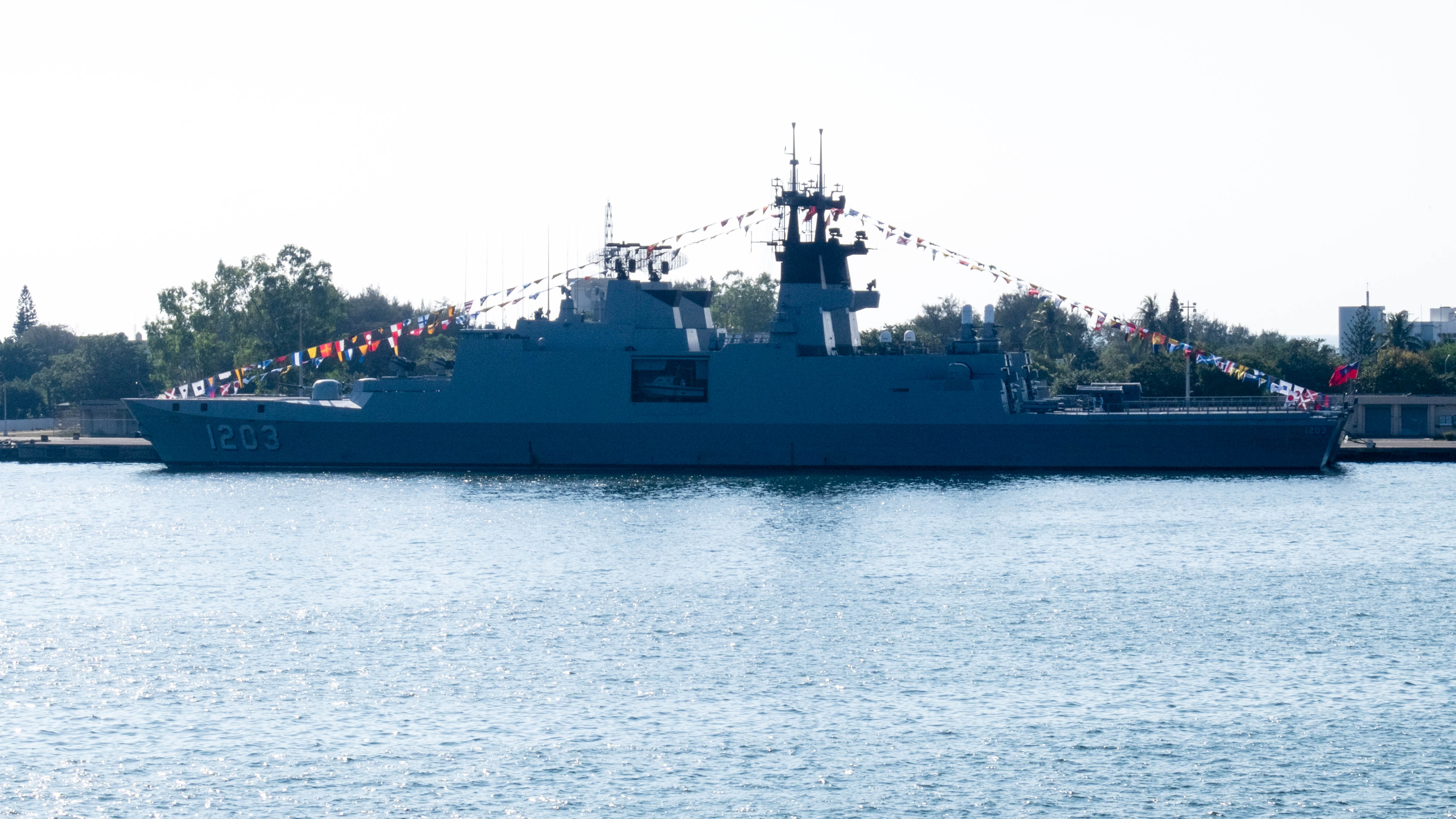
午後停泊左營軍港西碼頭的西寧軍艦（PFG-1203）與內側同型艦昆明軍艦（PFG-1205）。
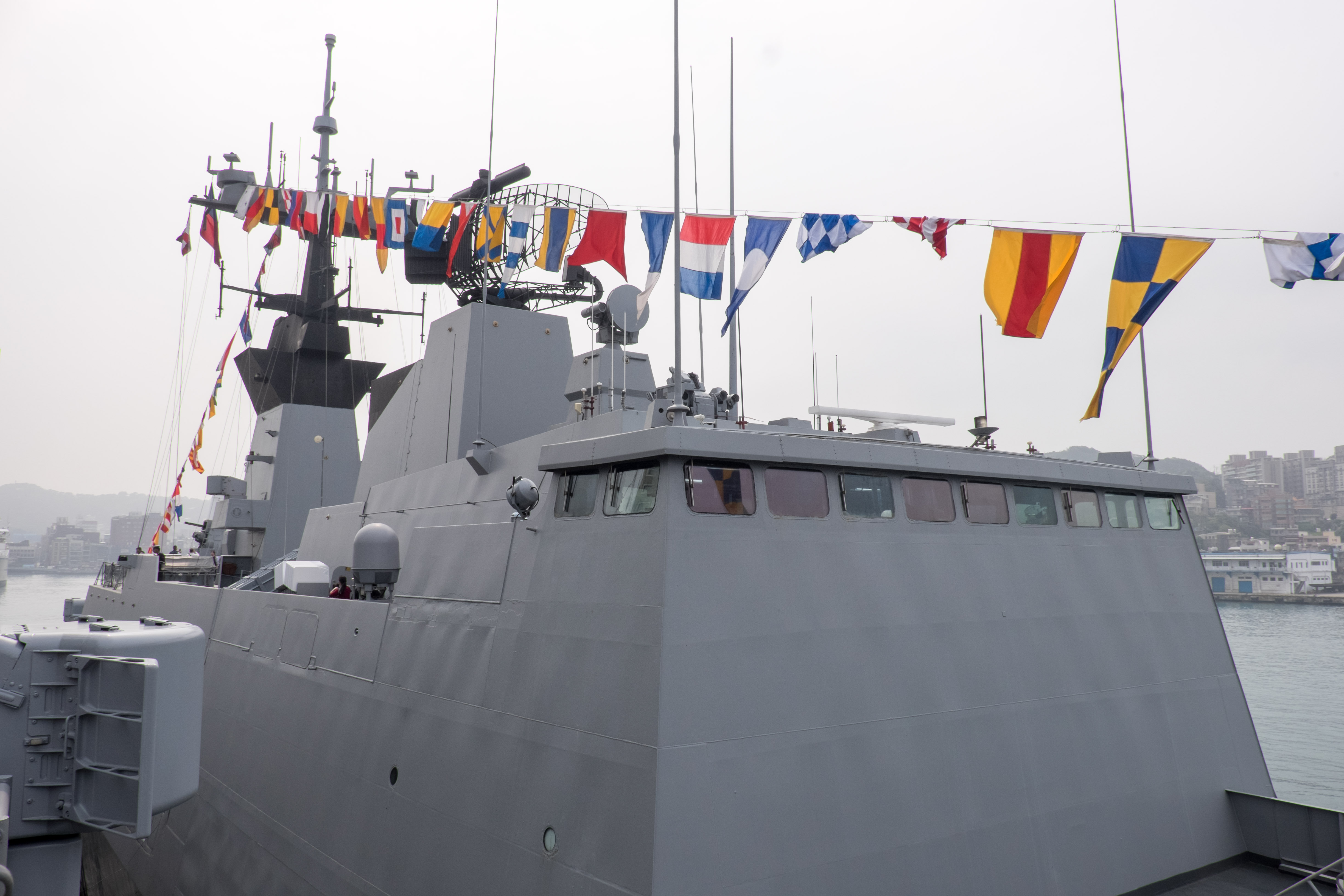
康定級巡防艦西寧（PFG-1203）艦橋右前方特寫。
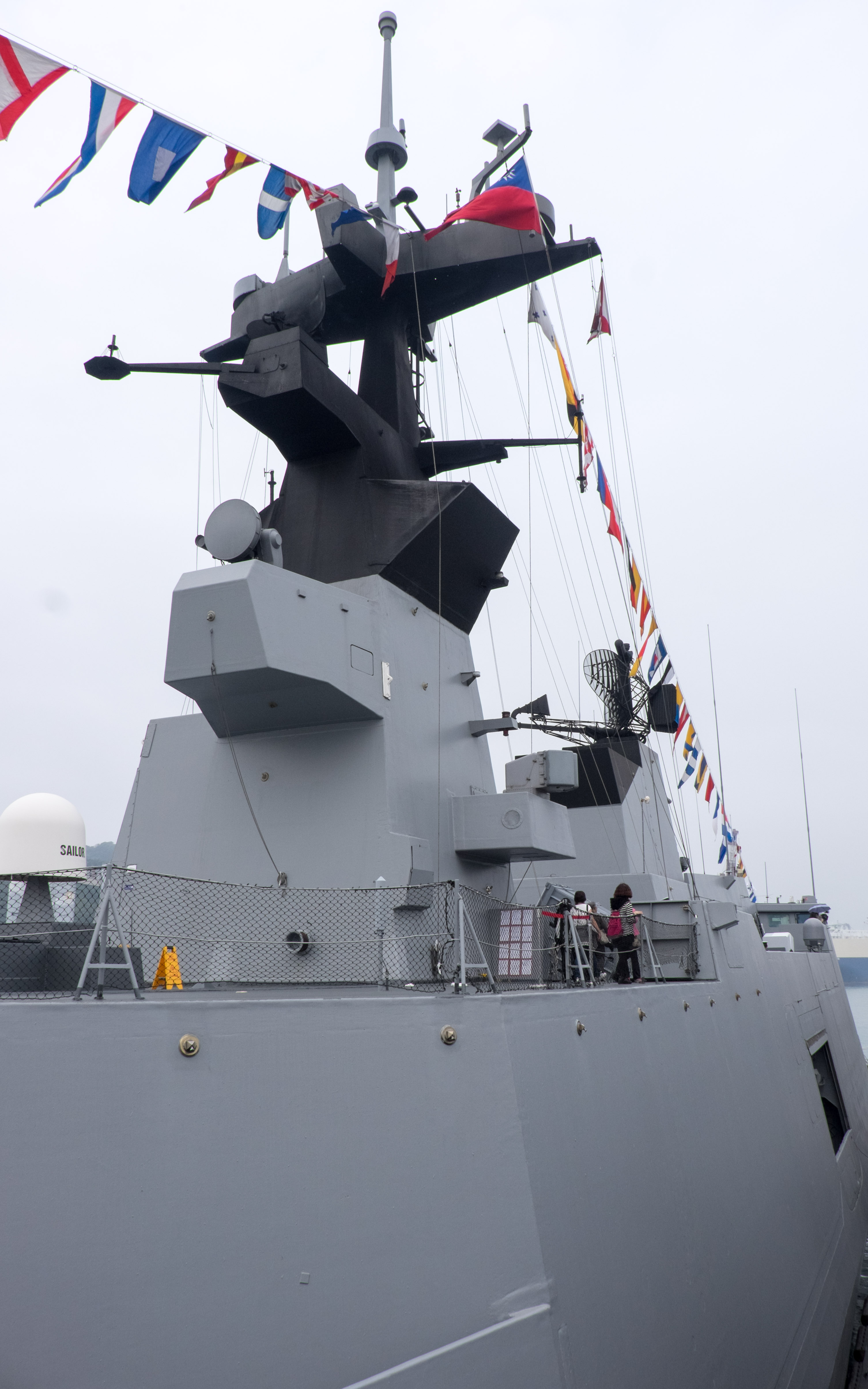
巡防艦西寧（PFG-1203）主桅右後方，攝於巡防艦班超（PFG-1108）上甲板。
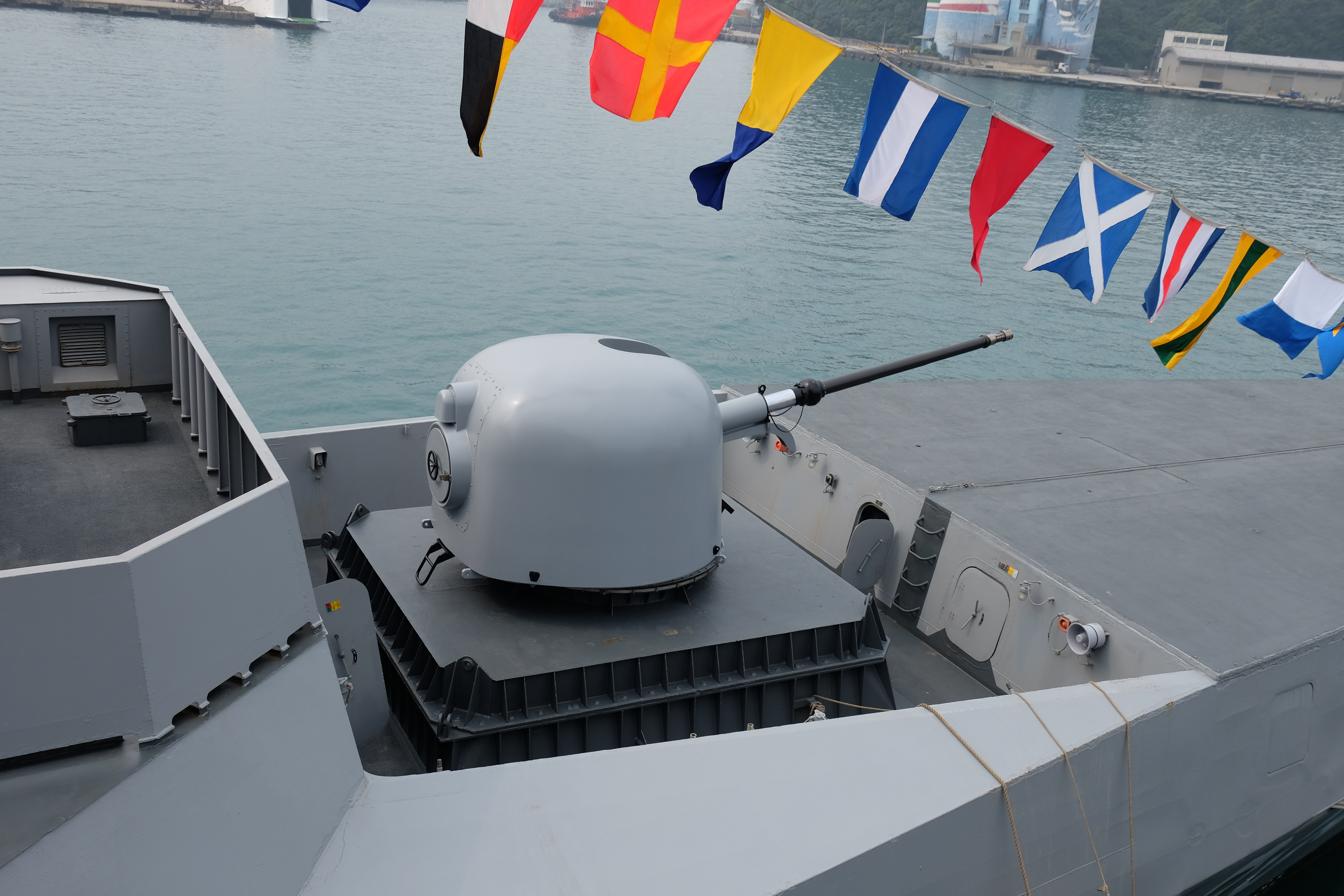
巡防艦西寧（PFG-1203）艦首的OTO Melara 76mm快砲俯覽，攝於2015年敦睦遠航訓練支隊基隆訪問。
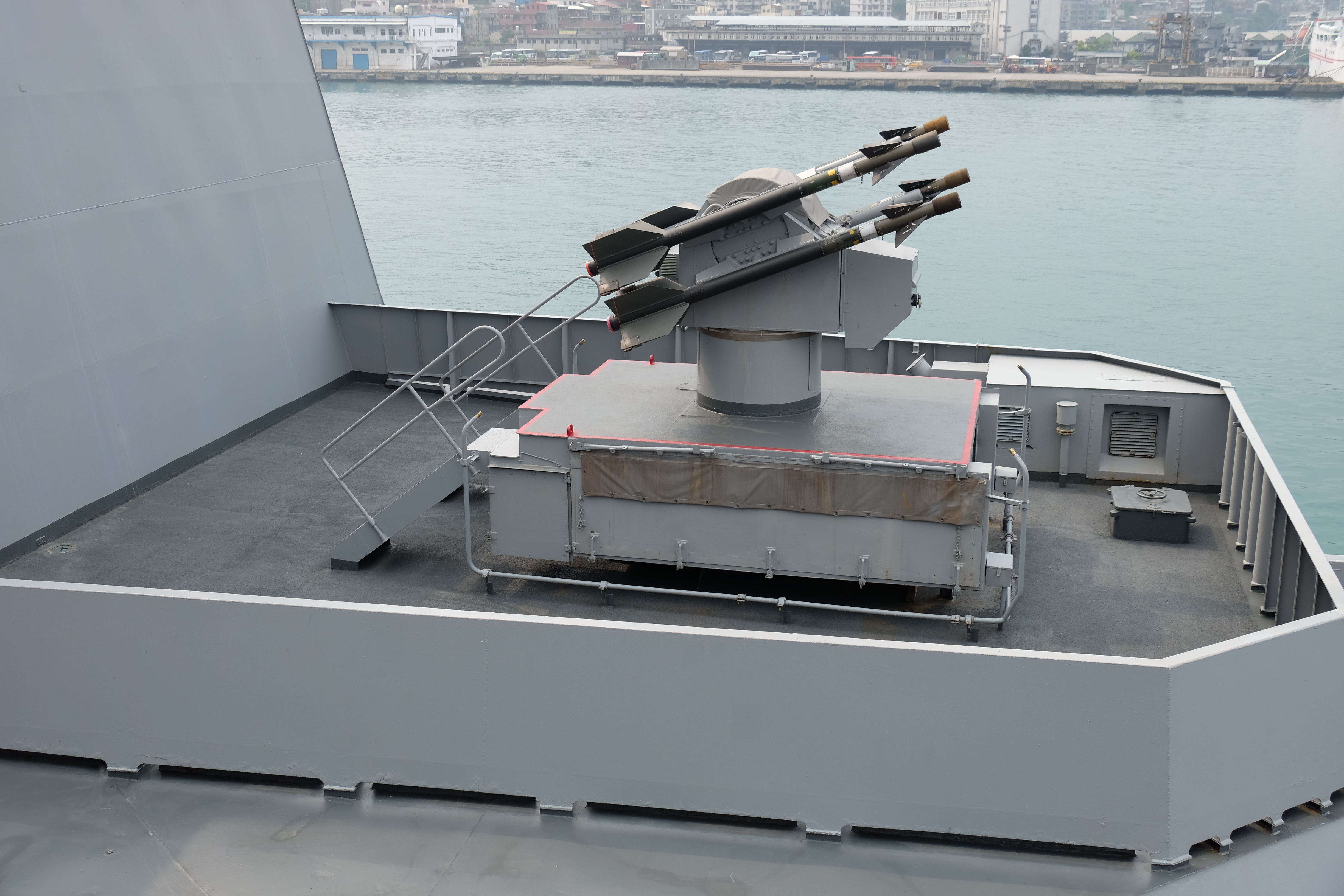
巡防艦西寧（PFG-1203）艦橋前的四聯裝海欉樹防空飛彈發射器。
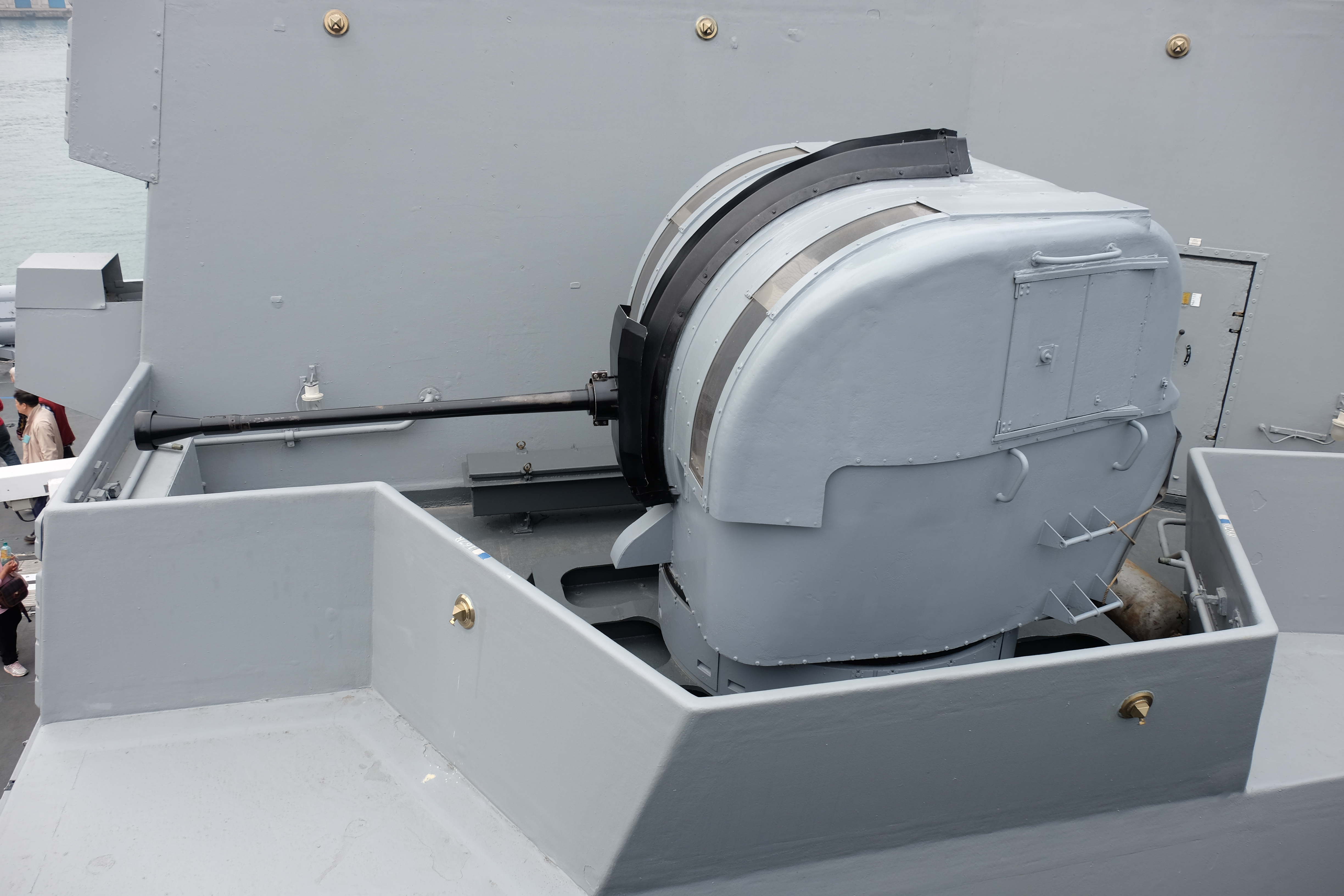
從巡防艦班超（PFG-1108）上甲板左舷俯望巡防艦西寧（PFG-1203）右舷的波佛斯40mm L/70機砲，攝於海軍104敦睦遠航訓練支隊基隆訪問。
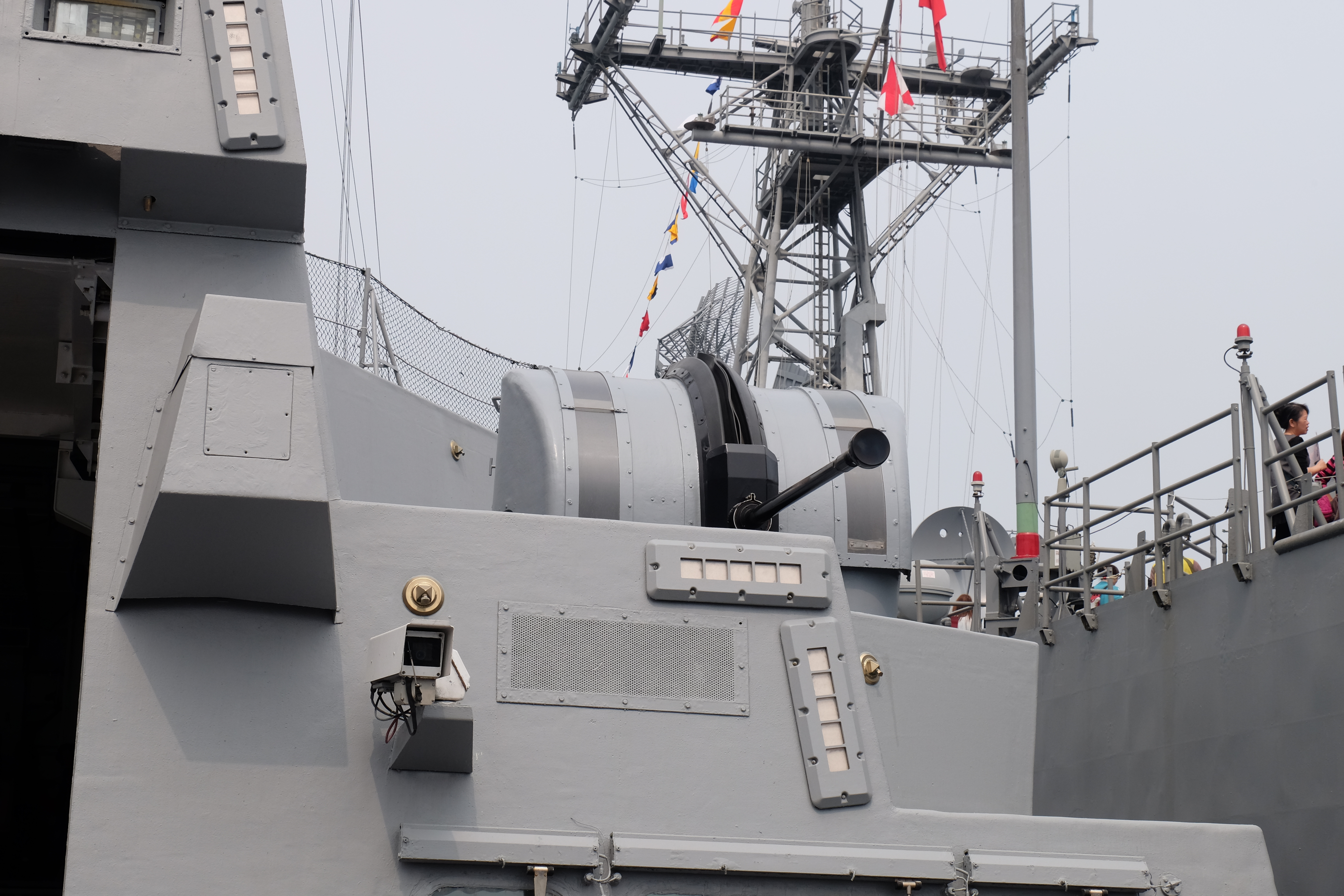
從直昇機甲板仰望巡防艦西寧（PFG-1203）右舷的波佛斯40mm L/70機砲，留意機庫大門旁的監視攝影機，攝於海軍104敦睦遠航訓練支隊基隆訪問。
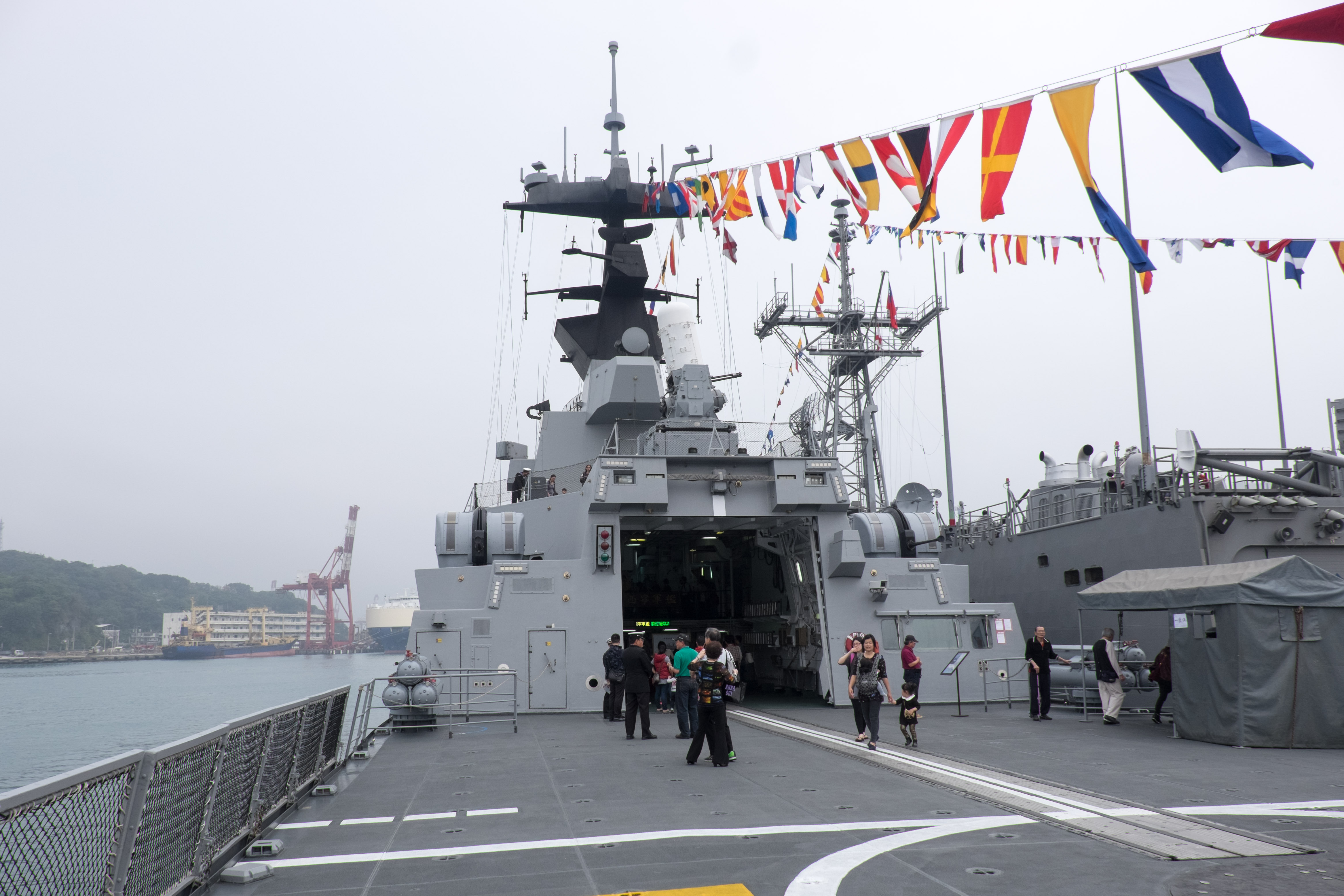
從巡防艦西寧（PFG-1203）直昇機甲板前望機庫。
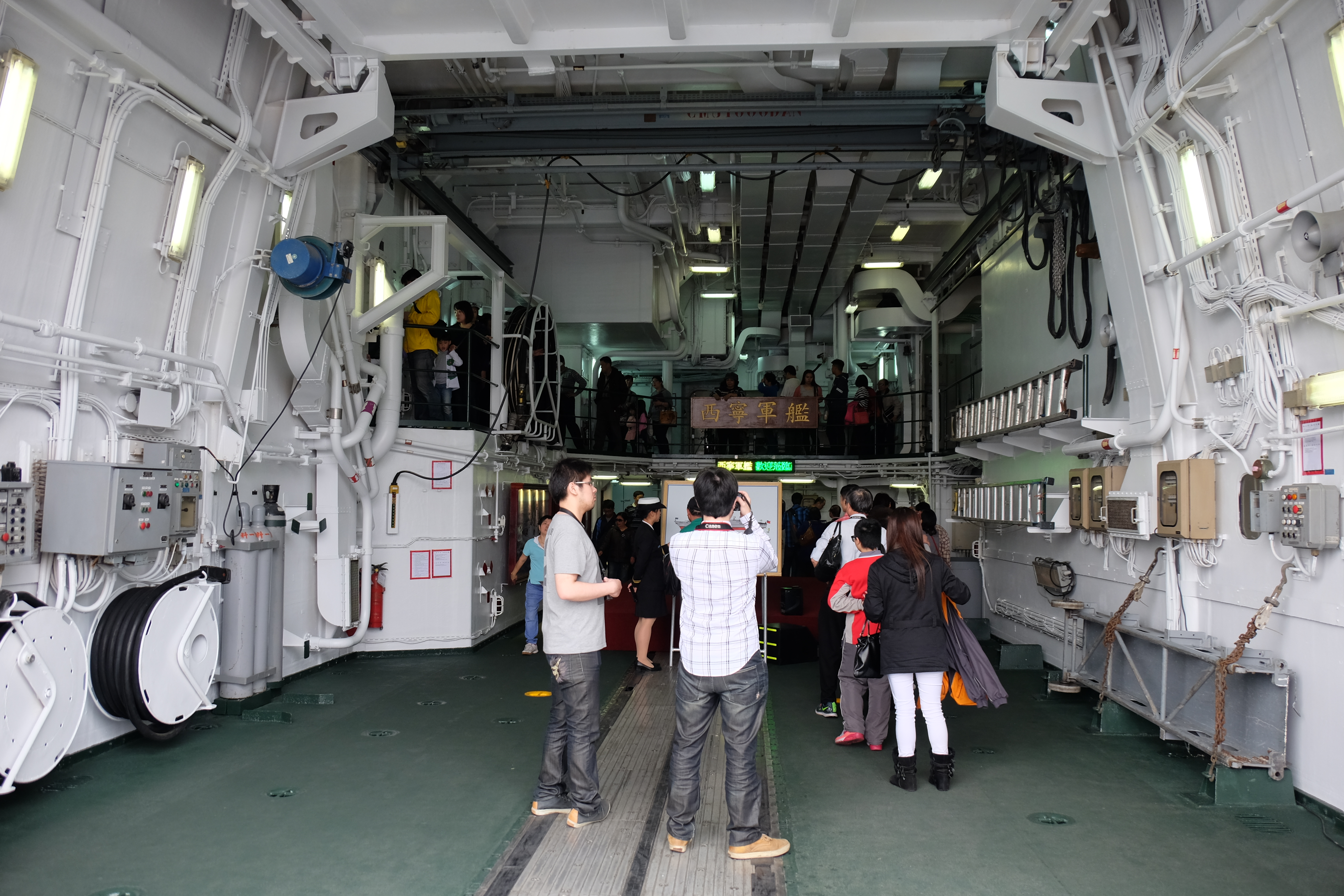
開放參觀中的巡防艦西寧（PFG-1203）機庫內部。
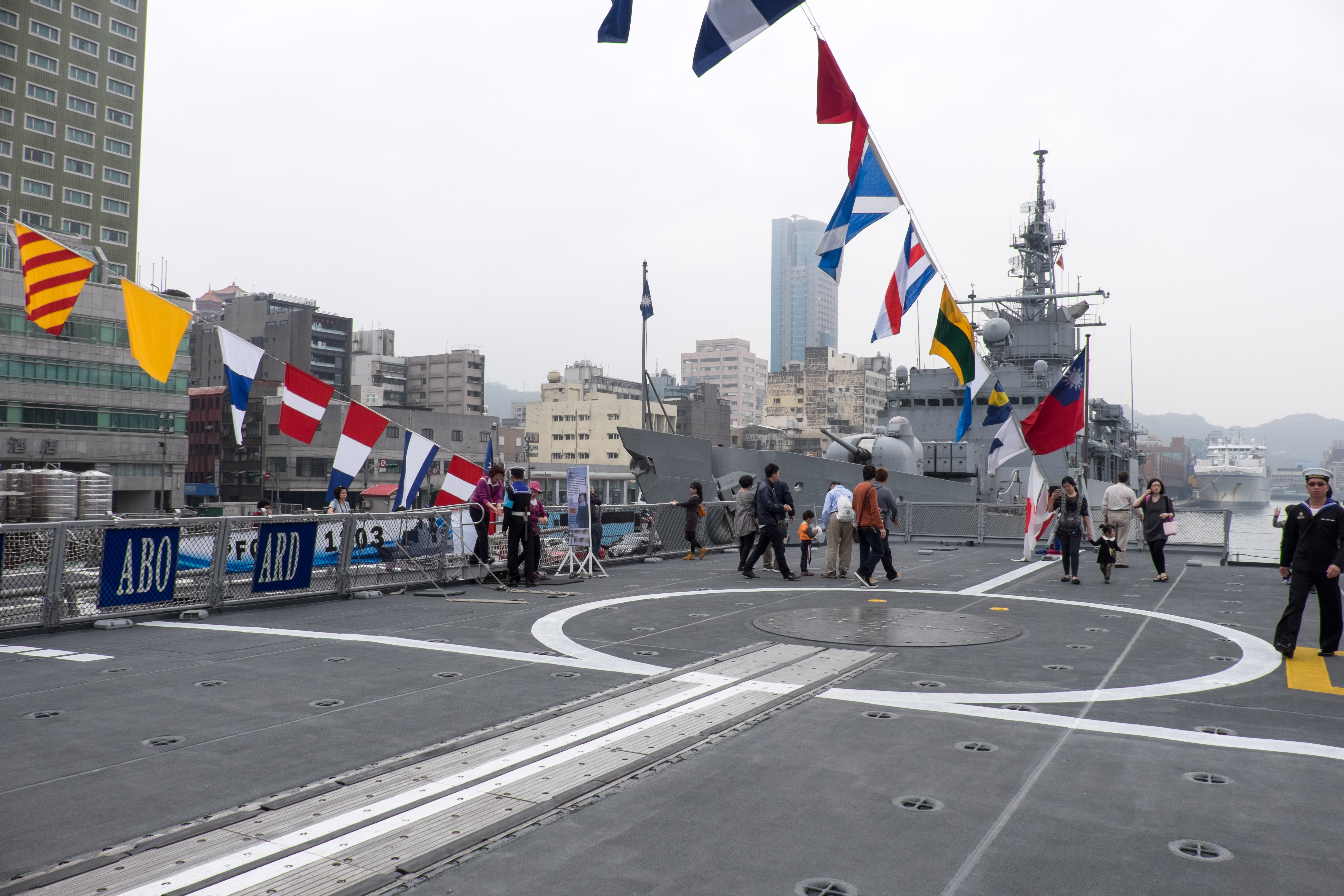
遊客從巡防艦班超（PFG2-1108）艦尾進入巡防艦西寧（PFG-1203）直昇機甲板，後方是濟陽級巡防艦蘭陽號（FFG-935），遠方東一號碼頭是電纜敷設船Durable。
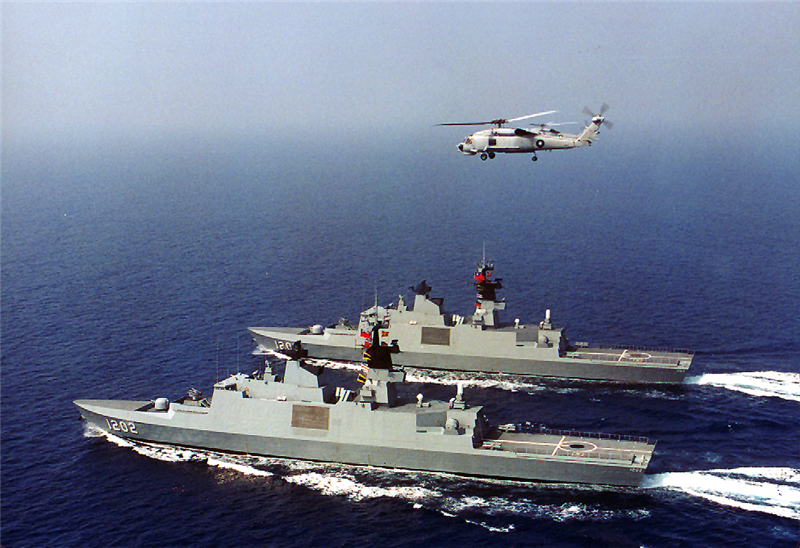
巡防艦西寧（PFG-1203）與巡防艦康定（PFG-1202）共同於海上執勤。

## 資料來源
1. ↑  羅添斌. . 自由時報-軍武.   [2023-10-07]. 原始内容存档于2023-10-26.
2. ↑  . 聯合報數位版. （原始内容存档于2025-02-24）.
3. ↑  . 自由時報電子報.   [2022-10-21]. （原始内容存档于2022-10-14）.
4. ↑  深化邦誼 中華民國敦睦艦隊訪尼加拉瓜 http://www.chinatimes.com/realtimenews/20170321002067-260407 （页面存档备份，存于）
5. ↑  孫建屏. . 青年日報. 2018-08-04  [2019-04-19] （中文）.
6. ↑  洪哲政. . 聯合報. 2019-03-21  [2019-04-19]. （原始内容存档于2019-03-22） （中文）.
7. ↑  洪哲政. . 聯合報. 2021-01-18  [2021-01-18]. （原始内容存档于2021-01-22） （中文（臺灣））.
8. ↑  洪哲政. . 聯合報. 2021-02-21  [2021-02-21]. （原始内容存档于2021-03-08） （中文（臺灣））.

## 外部連結
- （中文）-中國軍艦虛擬博物館-康定級巡防艦
- （日語）-日本周辺国の軍事兵器 （页面存档备份，存于）